# Cymru Alliance 1995–96
Cymru Alliance 1995–96 là mùa giải thứ sáu của Cymru Alliance kể từ khi thành lập năm 1990. Đội vô địch là Oswestry Town.

## Bảng xếp hạng
| XH | Đội               | Tr | T  | H  | T  | BT | BB  | HS  | Đ    | Lên hay xuống hạng          |
| -- | ----------------- | -- | -- | -- | -- | -- | --- | --- | ---- | --------------------------- |
| 1  | Oswestry Town (C) | 36 | 25 | 3  | 8  | 84 | 41  | +43 | 78   | Lên chơi tạiLeague of Wales |
| 2  | Welshpool Town    | 36 | 23 | 7  | 6  | 83 | 40  | +43 | 76   | Lên chơi tạiLeague of Wales |
| 3  | Brymbo Broughton  | 36 | 23 | 4  | 9  | 81 | 57  | +24 | 73   |                             |
| 4  | Llandudno         | 36 | 21 | 9  | 6  | 94 | 42  | +52 | 72   |                             |
| 5  | Rhydymwyn         | 36 | 21 | 8  | 7  | 73 | 40  | +33 | 71   |                             |
| 6  | Rhayader Town     | 36 | 20 | 5  | 11 | 66 | 44  | +22 | 65   |                             |
| 7  | Penrhyncoch       | 35 | 18 | 10 | 7  | 74 | 45  | +29 | 064* |                             |
| 8  | Cefn Druids       | 36 | 19 | 4  | 13 | 82 | 57  | +25 | 61   |                             |
| 9  | Lex XI            | 36 | 18 | 4  | 14 | 67 | 49  | +18 | 58   |                             |
| 10 | Penycae           | 36 | 13 | 8  | 15 | 58 | 71  | −13 | 47   |                             |
| 11 | Llandrindod Wells | 36 | 11 | 11 | 14 | 50 | 58  | −8  | 44   |                             |
| 12 | Mostyn Town       | 36 | 13 | 4  | 19 | 78 | 78  | 0   | 43   |                             |
| 13 | Rhos Aelwyd       | 35 | 10 | 5  | 20 | 47 | 74  | −27 | 035* |                             |
| 14 | Knighton Town     | 36 | 11 | 2  | 23 | 52 | 83  | −31 | 35   |                             |
| 15 | Mold Alexandra    | 36 | 10 | 6  | 20 | 61 | 90  | −29 | 36   |                             |
| 16 | Ruthin Town       | 36 | 9  | 6  | 21 | 42 | 71  | −29 | 33   |                             |
| 17 | Llanidloes Town   | 36 | 8  | 5  | 23 | 34 | 70  | −36 | 29   |                             |
| 18 | Buckley Town      | 36 | 7  | 6  | 23 | 38 | 107 | −69 | 27   |                             |
| 19 | Carno             | 36 | 6  | 3  | 27 | 42 | 89  | −47 | 21   |                             |

Nguồn: Cymru Alliance
Quy tắc xếp hạng: 1. Điểm; 2. Hiệu số bàn thắng; 3. Số bàn thắng.
*Lịch thi đấu không đầy đủ
(VĐ) = Vô địch; (XH) = Xuống hạng; (LH) = Lên hạng; (O) = Thắng trận Play-off; (A) = Lọt vào vòng sau. 
Chỉ được áp dụng khi mùa giải chưa kết thúc: 
(Q) = Lọt vào vòng đấu cụ thể của giải đấu đã nêu; (TQ) = Giành vé dự giải đấu, nhưng chưa tới vòng đấu đã nêu.